# Gitanopsis laguna
Gitanopsis laguna är en kräftdjursart som beskrevs av Mckinney 1978. Gitanopsis laguna ingår i släktet Gitanopsis och familjen Amphilochidae. Inga underarter finns listade i Catalogue of Life.